# Horná Poruba
Horná Poruba (węg. Felsőtölgyes, niem. Oberporub) – wieś (obec) na Słowacji w powiecie Ilava. Wieś leży na wysokości 402 m n.p.m. i ma 1111 mieszkańców.

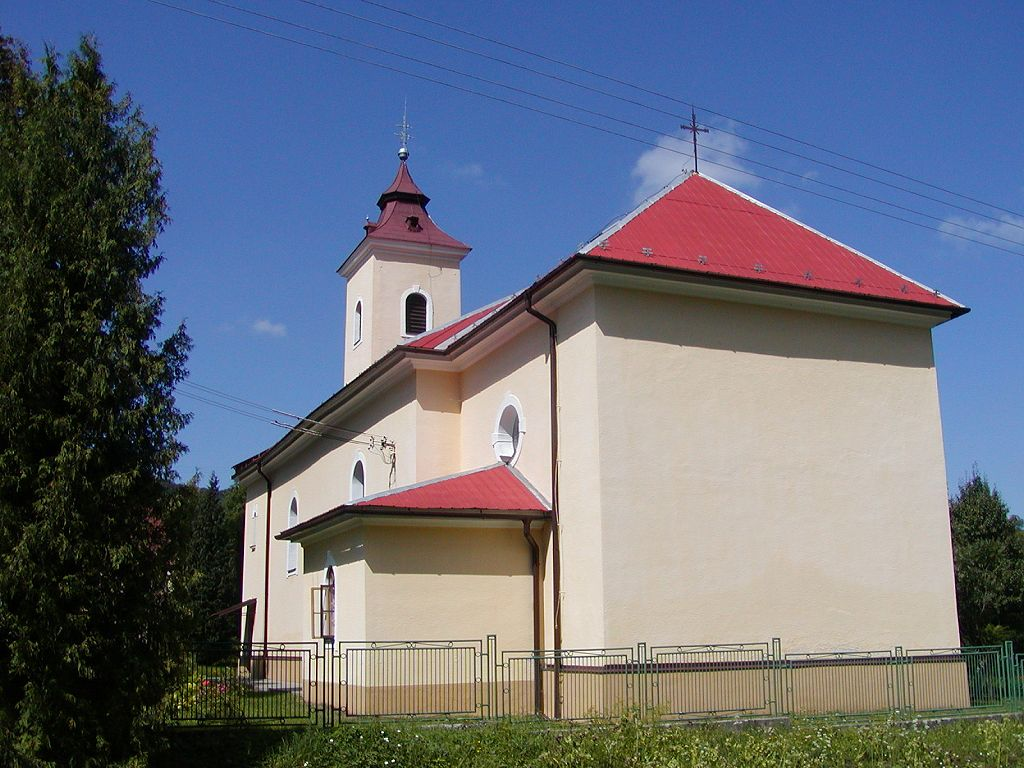
Kościół św. Katarzyny – Horná Poruba

## Historia
Pierwsza wzmianka o wsi jest w spisach dziedziny košeckiej z 1355. Wieś, wtedy wzmiankowana jako Poruba, należała do szlachty z Košca. W 1397 rozdzieliła się na Małą (Dolną) i Wielką (Górną) Porubę.

## Zabytki
We wsi jest rzymskokatolicki kościół św. Katarzyny Aleksandryjskiej z 1830

## Ludność

### Skład narodowościowy
- Słowacy 98%
- Czesi 1%
- Pozostali 1%

### Skład wyznaniowy
- Rzymscy katolicy 98%
- Pozostali 2%

## Znani mieszkańcy
- Štefan Závodník (1813–1885) – ksiądz rzymskokatolicki, pedagog, znana postać słowackiej historii i pionier pszczelarstwa na Słowacji.